# Marie-France de Rose
Marie-France Tricornot de Rose (ur. 25 kwietnia 1943 w Évreux) – francuska polityk, posłanka do Parlamentu Europejskiego IV kadencji, senator.

## Życiorys
Pracowała m.in. w branży wydawniczej i jako dyrektor ds. komunikacji w koncernie metalurgicznym. W działalność polityczną zaangażowała się w latach 90. W 1994 została wybrana na eurodeputowaną IV kadencji z ramienia Ruchu dla Francji, który zorganizował Philippe de Villiers. W trakcie kadencji opuściła to ugrupowanie, dołączyła do Demokracji Liberalnej, z jej ramienia w 1999 bez powodzenia ubiegała się o reelekcję. W 2000 objęła stanowisko dyrektora ds. komunikacji w kancelarii prawniczej Gide Loyrette Nouel.
Razem z DL dołączyła do Unii na rzecz Ruchu Ludowego. W 2008 została wybrana na radną departamentu Hauts-de-Seine. Była też radną miejską i zastępczynią mera w Boulogne-Billancourt. W 2011 kandydowała bezskutecznie do Senatu z ramienia konkurencyjnego wobec UMP prawicowego komitetu, który zorganizował Jacques Gautier. Mandat senatora objęła pod koniec kadencji w 2017.

## Odznaczenia
Odznaczona Legią Honorową V klasy.